# 씨프 (시리즈)
《씨프》(Thief)는 일련의 잠입 게임 시리즈이다. 중세 후기와 빅토리아 시대를 닮은 판타지 스팀펑크 세계의 대도둑 개렛의 이야기를 그렸다.
본래 로킹 글래스 스튜디오스가 개발한 《씨프: 더 다크 프로젝트 (1998)》로 시작했으며, 이후 《씨프 II: 더 메탈 에이지 (2000)》, 《씨프: 데들리 섀도스 (2004)》와 《씨프 (2014)》가 제작돼 총 네 작품이 출시됐다.

## 게임
| 게임                    | 메타크리틱                             |
| ----------------------- | -------------------------------------- |
| 씨프: 더 다크 프로젝트  | (PC) 92/100                            |
| 씨프 II: 더 메탈 에이지 | (PC) 87/100                            |
| 씨프: 데들리 섀도스     | (PC) 85/100 (Xbox) 82/100              |
| 씨프                    | (PC) 70/100 (PS4) 67/100 (XONE) 69/100 |